# John Ladue
John Thomas Ladue, född 18 november 1804 i Lansingburgh i nuvarande Troy i delstaten New York, död 1 december 1854 i Detroit i Michigan, var en amerikansk politiker. Han var Detroits borgmästare för året 1850.
Ladue var verksam inom tillverkningen av läder i Detroit och han hade en affär på Michigan Avenue. Han avled 1854 och blev gravsatt på Elmwood Cemetery i Detroit.